# Buổi trưa

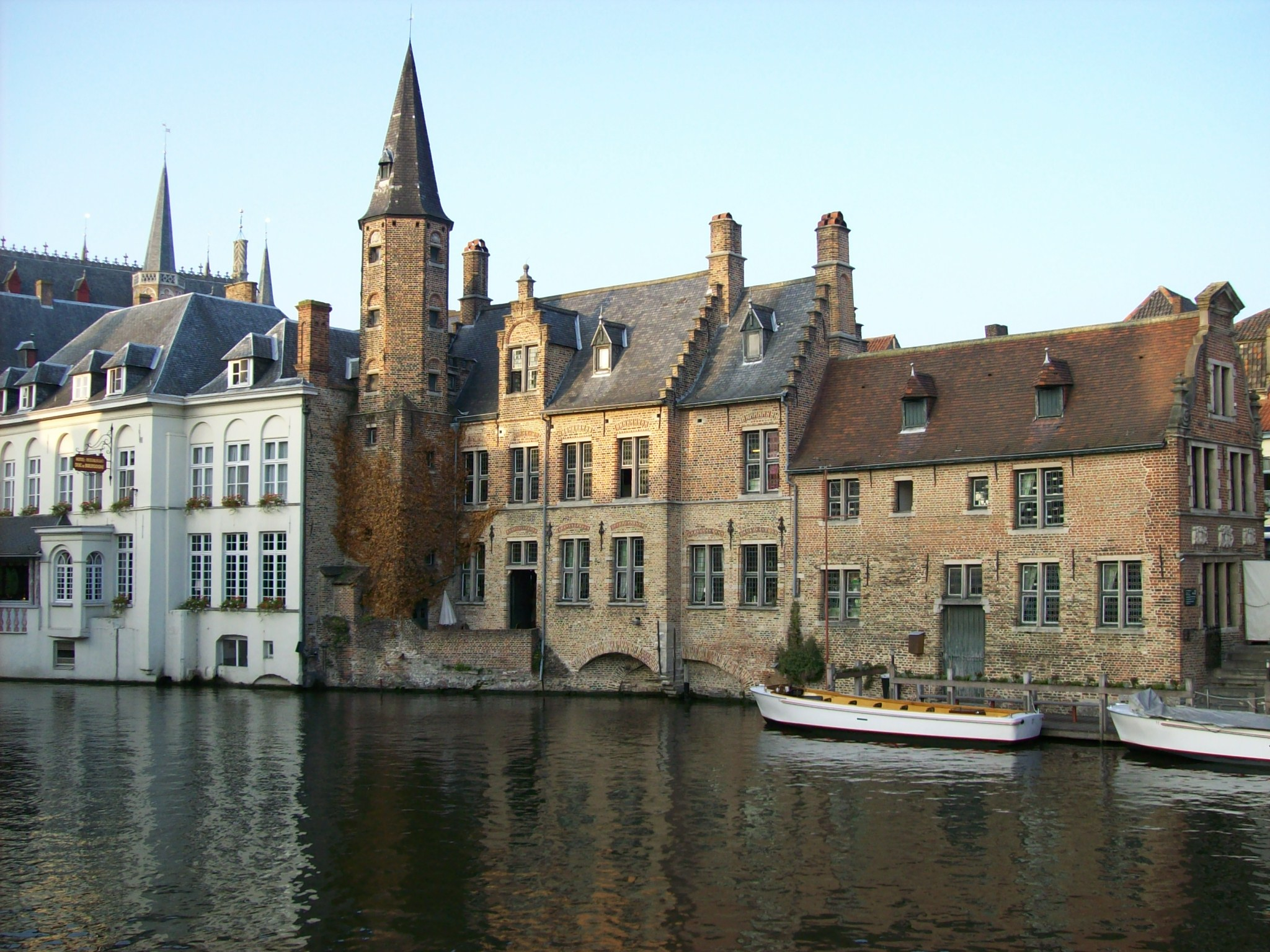
Buổi trưa ở Brugge, Vương quốc Bỉ.

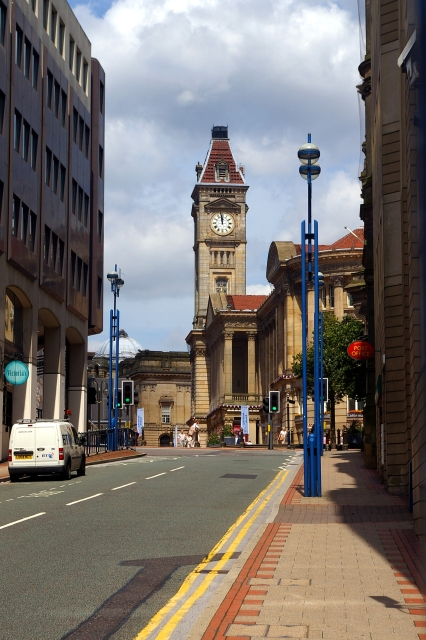
Buổi trưa tại một tháp đồng hồ ở Birmingham, Anh, cho thấy chỉ 12 giờ trưa đúng.

Trưa hay buổi trưa là thời gian chính xác nửa ngày, được viết là 12,00 hoặc 12:00 trên đồng hồ hệ 24 giờ; và 12:00 pm hay 0:00 pm trên đồng hồ hệ 12 giờ. Buổi trưa cũng có thể hiểu theo nghĩa là một khoảng thời gian xung quanh 12 giờ trưa chia thành ba giai đoạn là chớm trưa, giữa trưa và xế trưa bắt đầu từ 11:00 AM đến 1:00 PM.
Năng lượng Mặt Trời chiếu giữa trưa mạnh nhất khi Mặt Trời xuất hiện cao nhất trên bầu trời so với vị trí của nó trong phần còn lại của ngày, gọi là trưa Mặt Trời hay đứng bóng. Nó xảy ra khi Mặt Trời chính xác nằm giữa vị trí Mặt Trời mọc và Mặt trời lặn. Đây cũng là nguồn gốc của các cách nói "am" và "pm", (ante meridiem và post meridiem).
Trưa Mặt Trời (solar noon) chỉ thời điểm mà Mặt Trời được trông thấy tiếp xúc với đường kinh tuyến trời địa phương và ở vị trí cao nhất trên bầu trời trong ngày. Đây là thời điểm 12 giờ trưa đúng theo thời gian Mặt Trời biểu kiến và có thể được quan sát nhận biết bằng cách sử dụng đồng hồ Mặt Trời. Thời gian đồng hồ địa phương của lúc trưa Mặt Trời phụ thuộc vào ngày trong năm và kinh độ.
Bởi vì việc sử dụng các múi giờ và quy ước giờ mùa hè, thời điểm cao nhất của Mặt Trời và thời gian đồng hồ chỉ buổi trưa thường khác nhau.
Lúc trưa Mặt Trời vào các ngày điểm phân, đứng từ Bắc Bán cầu nhìn thấy Mặt Trời ở phía nam, và ngược lại đứng từ Nam Bán cầu nhìn thấy Mặt Trời từ phía bắc.
Trái với trưa là nửa đêm (0:00 hay 12:00 am).

## Trưa Mặt Trời
Trưa Mặt Trời (tạm gọi là giữa trưa, đứng bóng, hay chính xác là trưa Mặt Trời biểu kiến địa phương) là thời điểm buổi trưa khi Mặt Trời tiếp xúc với đường kinh tuyến thiên thể (meridian) tại nơi người quan sát, khi đó nó đạt tới vị trí cao nhất so với đường chân trời trong ngày và bóng của các vật thể trên mặt đất là ngắn nhất.

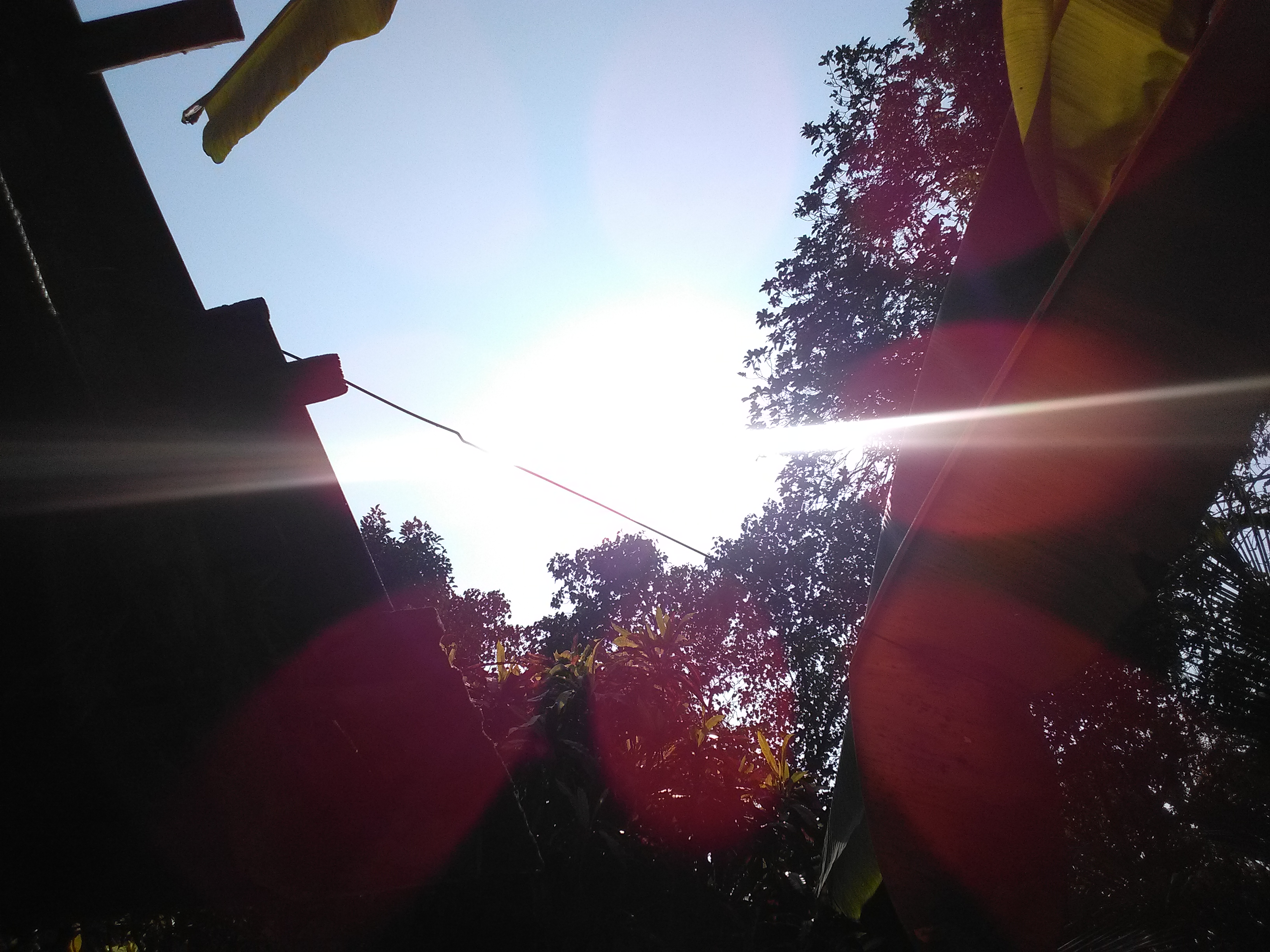
Mặt Trời lúc trưa Mặt Trời, ảnh chụp tại Kerala, Ấn Độ.

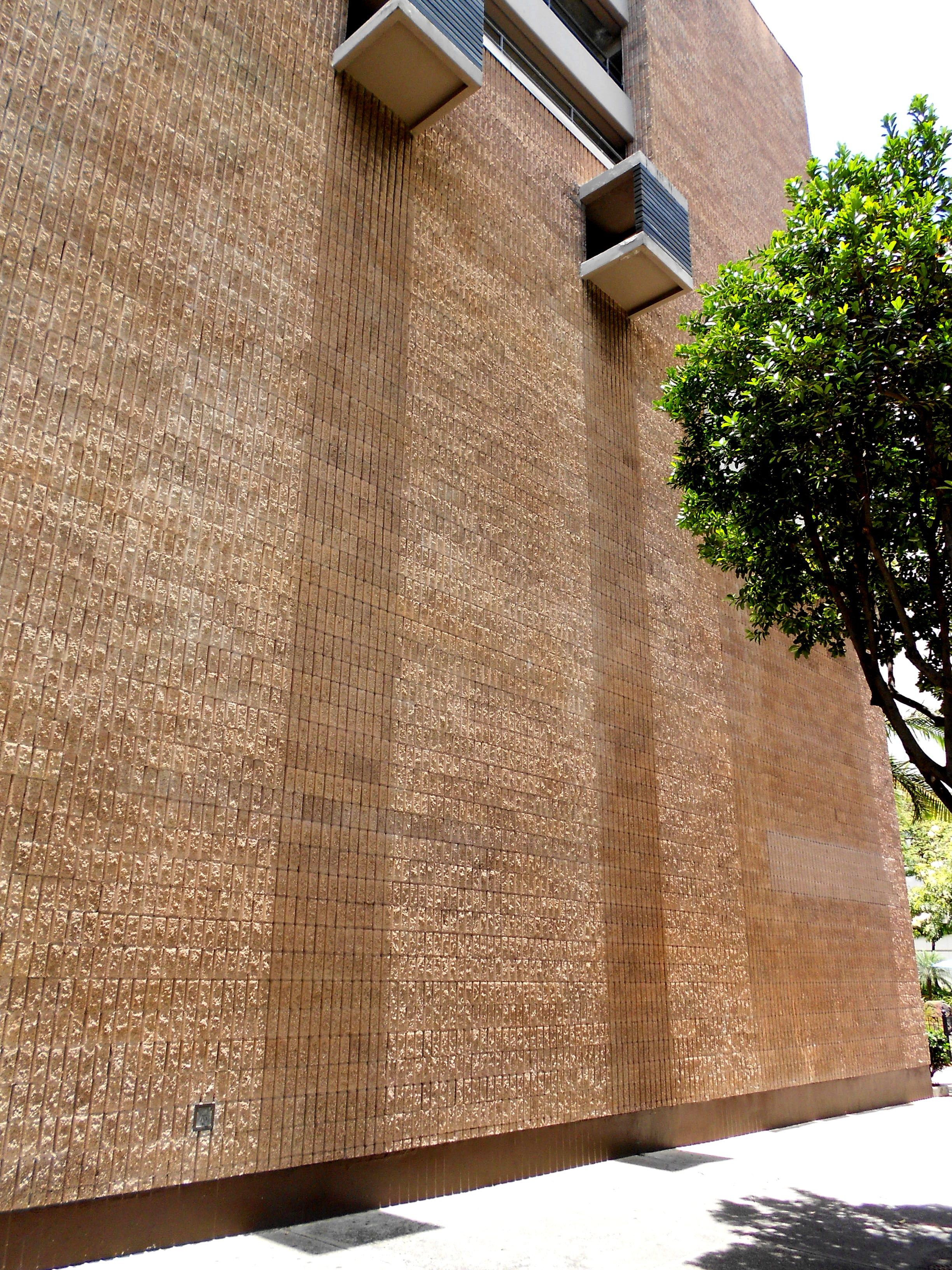
Thời gian trưa Mặt Trời mà hạ điểm Mặt Trời nằm tại Hawaii được gọi là Lahaina Noon. Ảnh chụp tại Downtown Honolulu, Honolulu, Hawaii.

Hạ điểm Mặt Trời là địa điểm trên Trái Đất mà Mặt Trời ở vị trí trực tiếp ngay phía trên đỉnh đầu (trên thiên đỉnh) vào lúc trưa Mặt Trời. Trong một năm, hạ điểm Mặt Trời di chuyển trong vùng nhiệt đới khoảng giữa hai chí tuyến Bắc và Nam. Cụ thể, lúc trưa Mặt Trời lên thiên đỉnh vào hai ngày điểm phân tại xích đạo, vào ngày Hạ chí tại chí tuyến Bắc (vĩ độ 23°26′11.5″ B), và vào ngày Đông chí tại chí tuyến Nam (vĩ độ 23°26′11.5″ N). Ở Bắc Bán cầu, các vĩ độ phía bắc của chí tuyến Bắc, bởi hạ điểm Mặt Trời chỉ có thể lên đến chí tuyến Bắc nên Mặt Trời luôn ở phía nam đối với người quan sát vào lúc trưa Mặt Trời; tương tự, ở Nam Bán cầu, các vĩ độ phía nam của chí tuyến Nam, lúc trưa Mặt Trời luôn ở phía bắc.
Tại các nơi vùng cận cực, vào mùa đông tương ứng của bán cầu ở đó, Mặt Trời có thể lên rất thấp hoặc thậm chí là ở dưới chân trời ngay cả khi trưa Mặt Trời. Đây là hiện tượng ban đêm vùng cực hay chạng vạng vùng cực.
Năng lượng chiếu của bức xạ Mặt Trời là mạnh nhất trong ngày lúc trưa Mặt Trời, nhưng nhiệt độ không khí ngoài trời trong ngày không hoàn toàn là lớn nhất khi đó, mà phải tới một lúc sau (2-3 giờ chiều hoặc lâu hơn tùy theo điều kiện môi trường) bởi không khí cần một khoảng thời gian để truyền nhiệt. Bởi ánh sáng Mặt Trời vào lúc giữa trưa truyền qua khoảng cách ngắn nhất trong khí quyển, sự tán xạ trên các thành phần màu sắc là tối thiểu nên phần nhiều ánh sáng trực tiếp của tất cả màu tới được người quan sát, dẫn đến Mặt Trời được trông thấy có màu trắng chói vào lúc này.
Khoảng thời gian giữa lúc trưa Mặt Trời địa phương của ngày hôm trước tới của ngày hôm sau chỉ chính xác là tròn 24 giờ vào bốn lần trong một năm. Điều này chỉ có thể xảy ra khi độ nghiêng trục Trái Đất và tốc độ quỹ đạo quanh Mặt Trời của nó bù trừ nhau. Bốn ngày này trong kỷ nguyên thiên văn hiện tại là các ngày 11 tháng 2, 13 tháng 5, 25 tháng 7, và 3 tháng 11. Mỗi lần xảy ra, nó chỉ xảy ra ở một kinh độ nhất định, và mỗi năm một khác, bởi vì một năm thực sự của Trái Đất không phải gồm một số nguyên ngày. Thời gian và nơi xảy ra cũng biến động do tác động nhiễu loạn lên quỹ đạo của Trái Đất bởi các hành tinh khác. Bốn ngày chính xác 24 tiếng trên đồng thời xảy ra với cả hai bán cầu. Thời gian UTC chính xác cho bốn ngày này cũng đánh dấu ngày mà đường kinh tuyến đối diện 180° trải qua chính xác 24 tiếng từ nửa đêm địa phương hôm trước đến nửa đêm hôm sau. Tóm lại, có bốn vòng tròn lớn kinh tuyến xác định tùy theo năm mà một ngày 24 tiếng (giữa hai trưa hoặc hai nửa đêm) có thể xảy ra.
Hai khoảng thời gian dài nhất giữa hai trưa xảy ra hai lần trong năm vào khoảng các điểm chí, khoảng ngày 20 tháng 6 (24 tiếng cộng 13 giây) và 21 tháng 12 (24 tiếng cộng 30 giây).
Hai khoảng thời gian ngắn nhất trong năm là vào khoảng gần các điểm phân, các ngày 25 tháng 3 (24 tiếng trừ 18 giây) và 13 tháng 9 (24 tiếng trừ 22 giây).
Cũng bởi những lý do này, trưa Mặt Trời và trưa "theo đồng hồ" địa phương thường không trùng nhau. Phương trình thời gian cho thấy rằng số giờ đọc được từ đồng hồ dân dụng lúc trưa Mặt Trời có thể trên hoặc dưới 12:00 tới tận 16 phút. Hơn nữa, do quy ước giờ mùa hè và do sự phân chia các múi giờ có tính chất chính trị, nó có thể sai lệch tới hơn một tiếng.